# Feddet
Feddet eller Præstø Fed er en ca. 6,5 km² stor, fra nord kommende,  næsten dråbeformet  halvø, der afgrænser Præstø Fjord fra Faxe Bugt.  Den ligger i Faxe Kommune på det sydøstlige Sjælland og ejes af godset Strandegård.
Feddet er blevet opbygget af aflejringer fra havet, og disse aflejringer har lagt sig som hele systemer af parallelle strandvolde og lavere liggende mudrede områder – et såkaldt marint forland. De aflejrede materialer stammer fra nedbrydning længere nordpå og er derpå blevet ført med strømmen langs kysten. I en del af områderne er der blevet aflejret sand, som senere er blevet båret videre af vinden og har dannet flyvesandsområder.
Store dele af Feddet er beplantet med skov af fyr, gran og birk. Enkelte steder ses dog mindre bestande af andre træer som for eksempel eg.

## Plantelivet
På Feddets østside er der en mere eller mindre bred zone med strandplanter. Zonen er domineret af græsset sand-hjælme, men man kan også finde andre strandplanter som strandsennep og den forholdsvis sjældne filtet hestehov. Ofte er der opskyllet en del ålegræs langs stranden.
Strandengene domineres af græsset almindelig kvik , og ved strandsøerne står tætte bevoksninger af strandkogleaks. En spændende plante på strandengene er den lille bregne slangetunge, der visse steder kan stå meget tæt.
Heden er et af Sjællands største hedeområder med typiske hedeplanter som hedelyng, revling og tyttebær samt klokkelyng på de mere fugtige områder. Blandt de sjældnere hedeplanter kan nævnes hønsebær , der her har et af sine få voksesteder på Øerne. Spredt i landskabet står store enebuske , som har vokset sig større end de fleste andre steder i Østdanmark. Store områder har været dækket af ørnebregne, som nu bekæmpes, da den overskygger alt andet planteliv og ikke menes at være naturlig for området.

## Dyrelivet
Præstø Fed er kendt for et rigt liv af vandfugle, ikke mindst i fuglenes træktid forår og efterår, hvor der holder mange rastende gæs, svaner, ænder og vadefugle til på den sydlige del af Feddet og i de fladvandede områder ud for kysten. Flokke af grågås og canadagås fouragerer regelmæssigt på Feddets sydlige del, og blandt vadefuglene langs kysten ses almindelige arter som strandskade, rødben og stor præstekrave. Især i vinterhalvåret kan de lavvandede områder omkring Feddet være fyldt med dykænder som hvinand, taffeland, bjergand og flere andre arter. Desuden ses mængder af overvintrende knopsvaner.
På de åbne landområder ser man ofte forskellige rovfugle i vinterhalvåret, for eksempel musvåge, fjeldvåge og blå kærhøg. Desuden er det ikke sjældent, at man ser en havørn fouragere i området.
På heden er det muligt at se hugorm. Mange af hugormene på Feddet er den helt sorte form, som mangler zig-zagstriber og derved ved et hurtigt øjekast kan ligne en snog.

## Kulturhistorie
Feddet var oprindeligt bevokset med løvskov, hvor især eg og bøg dominerede. Men da svenske tropper i midten af 1600-tallet drog hærgende gennem store dele af Danmark, brændte de mange steder skovene af, og det præger den dag i dag områdets landskab. Det åbne landskab blev for et par hundrede år senere beplantet med nåletræer, og de dominerer stadig landskabet på den nordlige og midterste del af Feddet.
På den nordlige del af Feddet har man tidligere udvundet kugleflint. Det er flintesten, som er blevet slebet runde i havet og derpå er blevet aflejret i de mange strandvolde. Kugleflint blev tidligere brugt til knusning af materiale i cementproduktionen, men anvendes nu ikke længere.
Ved nordenden af halvøen er der en campingplads og ferieområde. På sydenden er der et fugletårn.

## Fredning
En del af halvøen, nemlig heden og strandengene på den østlige og sydlige del af halvøen er fredet. I alt 115,5 hektar blev fredet i 1975 at sikre strandengene med deres rige fugleliv og heden med dens for landsdelen usædvanlige planteliv.  Fredningen forbyder blandt andet opdyrkning og beplantning, bebyggelse og visse former for jagt i de fredede områder og sikrer, at der i samarbejde med ejeren kan laves naturpleje i området, så den karakteristiske natur bevares blandt andet gennem afgræsning. Fredningen sørgede også for, at en række afvandingsgrøfter på den sydlige del af halvøen blev lukket. Strandengene på den sydlige del af Feddet afgræsses nu af kreaturer året rundt.
Feddet er en del af Natura 2000-område nr. 168 Havet og kysten mellem Præstø Fjord og Grønsund og er både habitatområde, fuglebeskyttelsesområde og del af et  ramsarområde.